# Muriels Hochzeit
Muriels Hochzeit (Originaltitel: Muriel’s Wedding) ist eine australisch-französische Dramedy des Regisseurs Paul J. Hogan aus dem Jahr 1994. Die Hauptrolle spielte Toni Collette.

## Handlung
Muriel Heslop ist ungeliebt, ungeschickt, arbeitslos, Single, zu dick und Ziel des Spottes von vermeintlichen Freundinnen. Gemeinsam mit ihren Geschwistern vom egozentrischen und dominanten Vater als Versager abgestempelt und von der unterwürfigen Mutter kaum unterstützt, tagträumt sie zu den Klängen von ABBA-Songs von einer Märchenhochzeit. 
Doch ein Blankoscheck des Vaters – eigentlich als Startkapital für einen kleinen Job als Kosmetikvertreterin gedacht – und das unerwartete Wiedersehen mit ihrer lebenslustigen Ex-Schulkameradin Rhonda ermöglichen Muriel einen Ausweg aus ihrer Misere und einen Neustart in Sydney. Muriel und Rhonda wohnen zusammen, finden Arbeit und schwören einander, nie mehr in ihre Kleinstadt Porpoise Spit zurückzukehren.
Ein Tumor in Rhondas Rückenmark durchkreuzt jedoch alle weiteren Zukunftspläne. Nach einer Operation ist sie auf einen Rollstuhl angewiesen. Muriel flüchtet sich aus der überfordernden Situation wieder in ihren Tagtraum von der perfekten Hochzeit und klappert schon einmal Sydneys Brautmodenläden ab. Schließlich kontaktiert sie über eine Annonce den südafrikanischen Schwimmstar David van Arckle und lässt sich mit ihm für 10.000 Dollar auf eine Scheinehe ein, die ihm den Start bei den Olympischen Spielen ermöglicht. Rhonda bleibt nichts anderes übrig, als zurück in die Kleinstadt zu ihrer Mutter zu ziehen, die sich nun um sie kümmert.
Muriel kommt nach der Heirat ziemlich schnell in der Realität an und bemerkt, dass eine arrangierte Traumhochzeit mit Sicherheit zu keiner Traumehe führt und sie ihr Leben wieder selbst in die Hand nehmen muss. Von zu Hause erreicht sie auch die Nachricht vom Tod ihrer Mutter, die durch Suizid starb, nachdem der Vater sie wegen einer anderen Frau verlassen hatte. Muriel löst die Ehe mit van Arckle und fährt zurück nach Porpoise Spit, wo sie sich jedoch der Forderung des Vaters verweigert, nun Sorge für die arbeitslosen Geschwister zu tragen. Stattdessen holt sie Rhonda ab und beide fahren hinaus aus Porpoise Spit, wieder Richtung Sydney.

## Hintergrund
Toni Collette nahm für ihre Rolle in sieben Wochen über achtzehn Kilo zu. Gedreht wurde in Coolangatta, Queensland und Sydney. Das Budget betrug etwa 3 Millionen US-Dollar. 
Der Film wurde erstmals am 15. September 1994 beim Toronto International Film Festival veröffentlicht. In die deutschen Kinos kam er am 19. Januar 1995.

## Kritiken
Das Lexikon des internationalen Films beschrieb den Film als „schrill“ und „nachdenklich“, die Hauptdarstellerin sei „glaubwürdig“. Cinema bezeichnete den Film als „wunderbar authentischen, hintergründigen Mix aus Teenagerkomödie und Sozialsatire“, der durch Toni Collette „richtig lebendig“ werde. Fazit lautet: Knallige Satire mit tollen ABBA-Songs.

## Auszeichnungen
1994 gewann der Film AFI Awards des Australian Film Institutes in vier Kategorien, nämlich für Toni Collette als Beste Hauptdarstellerin, Rachel Griffiths als Beste Nebendarstellerin, als Bester Film und für den Besten Ton. Zudem gab es weitere Nominierungen in sieben Kategorien. Peter Best gewann 1995 den APRA Music Award der Australasian Performing Rights Association. Nominierungen gab es 1996 für einen BAFTA Award, einen Golden Globe Award und den Writers Guild of America Award.